# Inga aptera
Inga aptera là một loài rau đậu thuộc họ Fabaceae.
Loài này chỉ có ở Brasil.